# ANP32B
ANP32B‏ (Acidic nuclear phosphoprotein 32 family member B) هوَ بروتين يُشَفر بواسطة جين ANP32B في الإنسان.